# 친낙

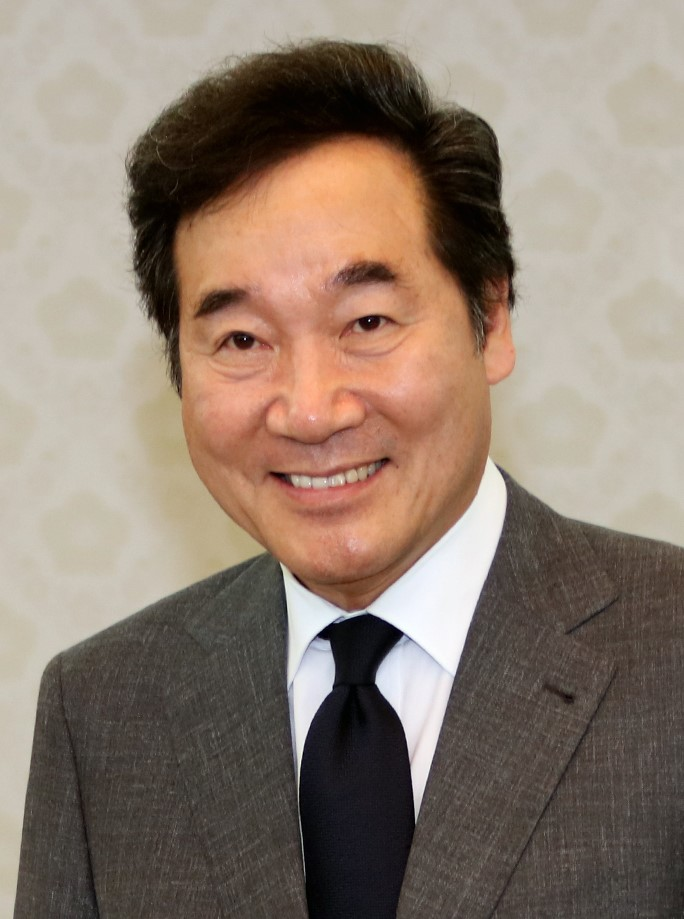
계파의 수장인 이낙연

친낙(親洛))은 대한민국의 정치인 이낙연을 따르거나 지지하는 정치 집단이다. 이낙연계라는 이름으로도 지칭된다.
친낙은 이낙연이 전라남도지사를 떠나 문재인 정부의 국무총리로 임명된 이후부터 언급되기 시작했다. 다만 총리시절 이낙연계는 더불어민주당 내에서 세력이 미미한 것으로 평가되었다. 이후 이낙연이 총리 자리에서 물러난 이후 대한민국 제21대 국회의원 선거를 앞두고 모 정당인 더불어민주당에 합류하였으며 본인이 후원한 인물들이 국회에 입성하면서 이낙연계가 생성되기 시작했다. 2020년 8월, 이낙연이 더불어민주당 전당대회에 출마해 당 대표에 오르고 대권 잠룡으로 분류되기 시작하자 이낙연계는 민주당의 한 축으로 여겨지게 되었다.
대한민국 제20대 대통령 선거를 앞두고 더불어민주당 경선에서 이낙연과 이재명이 격돌하면서 이재명계와 경쟁하고 갈등을 빚게 되었다. 대한민국 제22대 국회의원 선거를 앞두고 이낙연의 더불어민주당 탈당 및 이낙연계 인사들이 더불어민주당 공천에서 낙천되면서 친낙 정당인 새로운미래가 창당되었다.

## 같이 보기
- 이낙연
- 동교동계
- 친노
- 참여계
- 친문
- 문재인 정부
- 이재명계
- 새미래민주당